# 24269 Kittappa
24269 Kittappa è un asteroide della fascia principale. Scoperto nel 1999, presenta un'orbita caratterizzata da un semiasse maggiore pari a 2,3982646 UA e da un'eccentricità di 0,0596903, inclinata di 6,27098° rispetto all'eclittica.